# Bryan Coquard
Pour les articles homonymes, voir Coquard.
Bryan Coquard, né le 25 avril 1992 à Saint-Nazaire, est un coureur cycliste français, membre de l'équipe Cofidis. Il prend part à des compétitions sur piste et sur route. Il est notamment médaillé d'argent de l'omnium aux Jeux olympiques de 2012 et champion du monde de l'américaine en 2015 (avec Morgan Kneisky).

## Biographie

### Jeunesse et carrière amateur

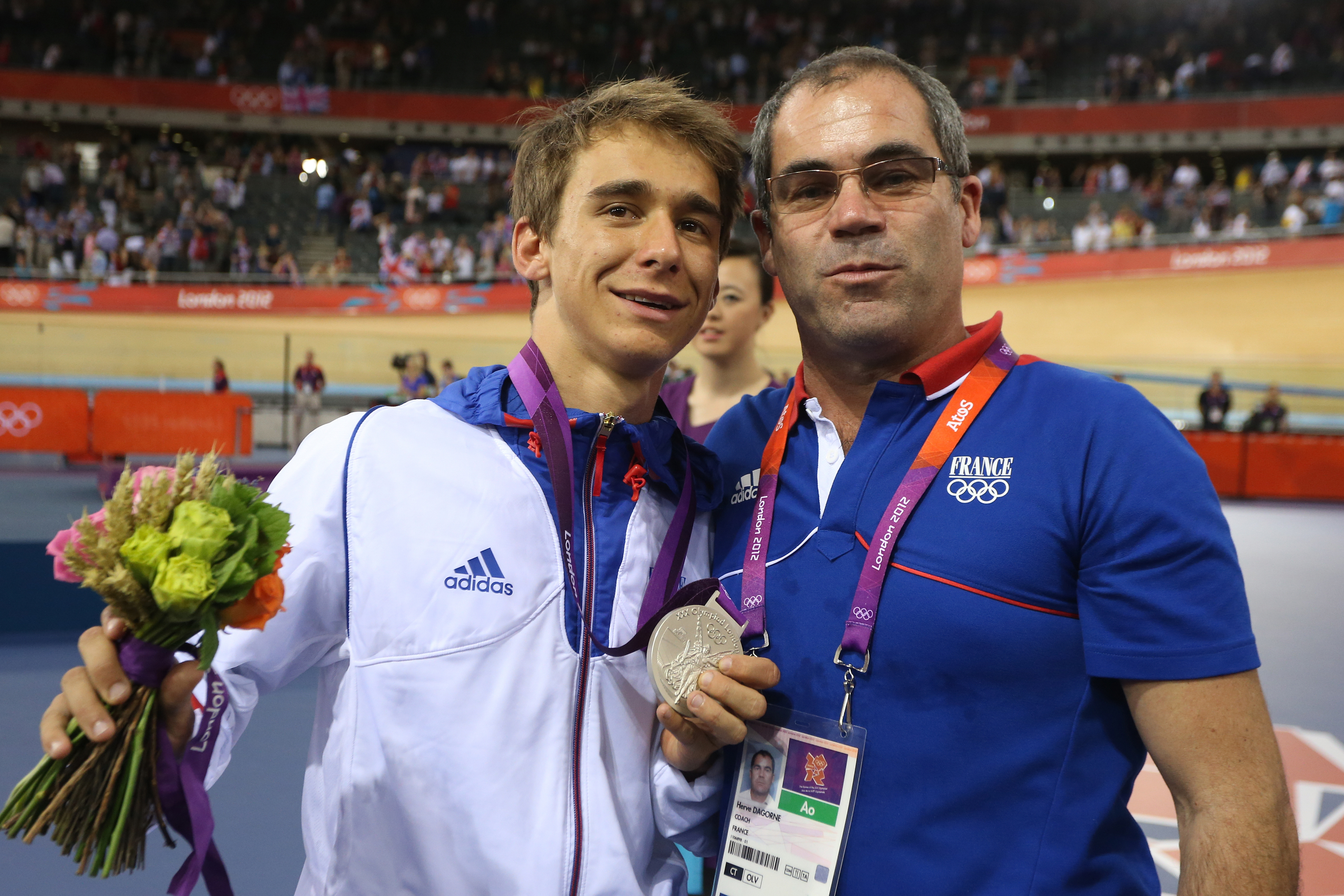
Bryan Coquard et Hervé Dagorne lors des Jeux olympiques de 2012.

Bryan Coquard naît le 25 avril 1992 à Saint-Nazaire. Il commence le cyclisme à sept ans, à l'US Pontchâteau, où il prend sa première licence en mai 1999. En septembre 2008, à seize ans, il rejoint le pôle France cyclisme du CREPS de Bordeaux, où il est entraîné par Éric Vermeulen,.
En 2009, Bryan Coquard devient champion d'Europe de scratch juniors, puis champion du monde de l'omnium juniors.
En 2010 sur route, il remporte le Trophée Louison-Bobet, puis offre la victoire à son coéquipier du Pôle Talence Pierre-Henri Lecuisinier à La Bernaudeau Junior, et devient vice-champion d'Europe sur route. Sur piste, il gagne le championnat de France de poursuite, à Hyères. Aux championnats du monde sur piste juniors, il se classe deuxième du scratch. Il conserve son titre de champion du monde de l'omnium juniors en remportant quatre des six épreuves au programme. Il remporte ensuite en septembre trois médailles de bronze à Saint-Pétersbourg  aux championnats d'Europe sur piste.
En juin 2012, il signe un contrat avec l'équipe Europcar, dans laquelle il devient professionnel en 2013. Le 10 juin, il est sacré champion de France de l'omnium en remportant cinq des six épreuves. Il est sélectionné pour représenter la France dans l'épreuve de l'omnium aux Jeux olympiques d’été. Il y remporte la médaille d'argent en se classant parmi les cinq premiers de cinq des six épreuves.

### Carrière professionnelle

#### 2013-2017: Europcar puis Direct Énergie

##### 2013-2014: les premières victoires professionnelles

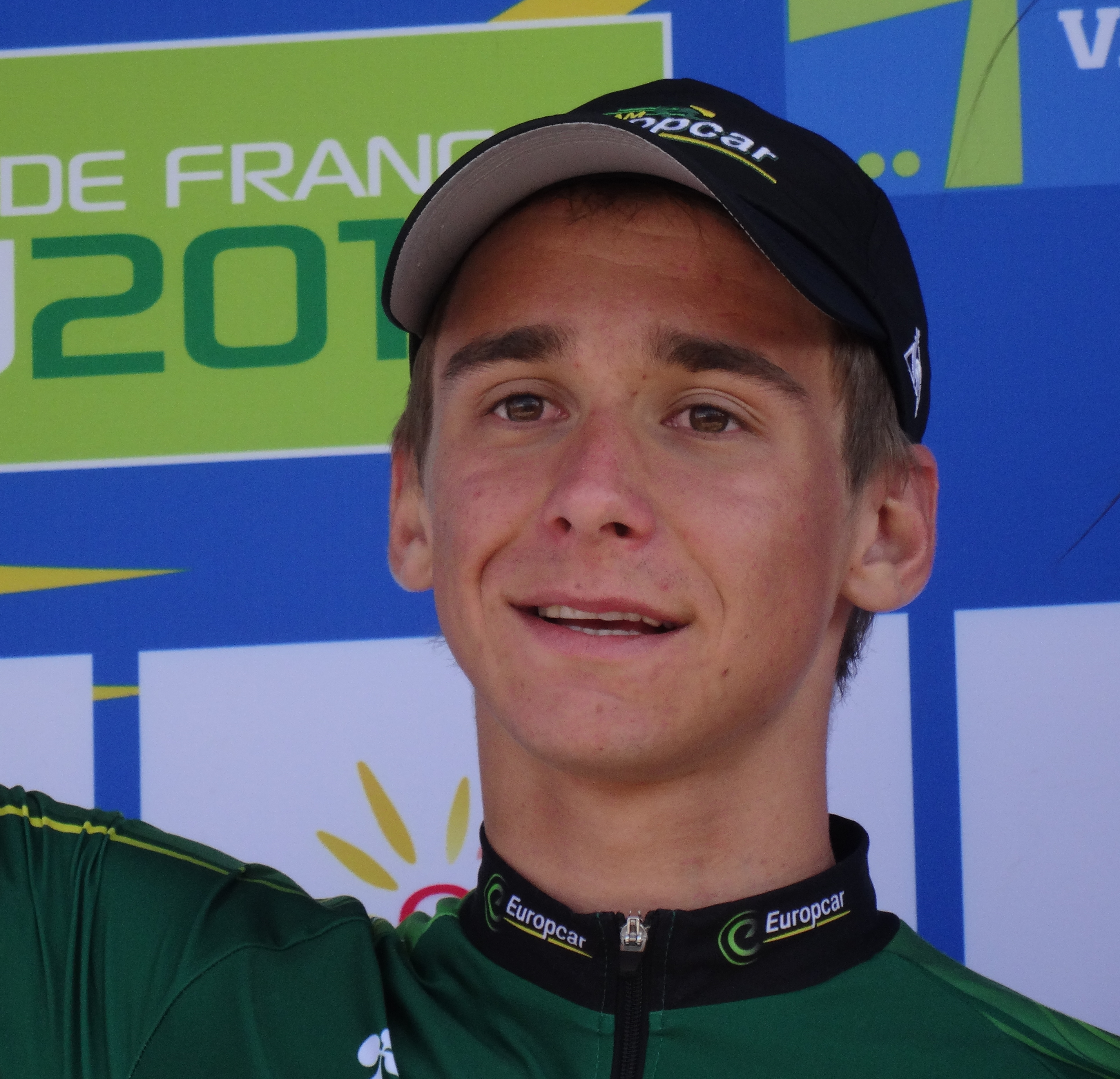
Bryan Coquard lors du Grand Prix de Denain 2014.

Présent en 2013 dans l'effectif d'Europcar, Coquard remporte au sprint sa première victoire en tant que professionnel le 31 janvier, lors de sa deuxième course en tant que tel, la 2e étape de l'Étoile de Bessèges. Deux jours plus tard, il s'impose à nouveau au sprint lors de la 4e étape. À la fin du mois de février, Coquard participe au Tour de Langkawi. Il y obtient plusieurs places d'honneur avant de gagner au sprint la 8e étape en devançant Andrew Fenn et Francesco Chicchi. Coquard gagne à nouveau au sprint devant Chicchi le lendemain. De retour en Europe, Coquard obtient la deuxième place de la Val d'Ille Classic. Après plusieurs places d'honneur au Circuit de la Sarthe, il est en avril cinquième de Paris-Camembert et deuxième du Grand Prix de Denain, deux courses de la Coupe de France, ce qui lui permet de prendre provisoirement la tête de l'UCI Europe Tour à la fin du mois. En mai, Coquard gagne la deuxième étape du Tour de Picardie et prend la tête de cette course. Le lendemain, l'étape est gagnée par Marcel Kittel. Les bonifications qu'amène cette victoire permettent à l'Allemand de devancer Coquard au classement final.
Durant l'été il participe aux  Championnats d'Europe de cyclisme sur piste espoirs à Anadia au Portugal et obtient le titre de champion d'Europe de l'américaine avec Thomas Boudat, il est également médaillé d'argent de la poursuite par équipes et  du scratch.
Coquard obtient cinq victoires au cours du premier semestre 2014. Il est lauréat de deux étapes de l'Étoile de Bessèges en février, de la Route Adélie de Vitré et de Paris-Camembert en avril, et, en mai, d'une étape du Tour de Picardie, qu'il termine à la troisième place. Durant cette période, il prend part à sa première course par étapes du World Tour, Paris-Nice. En juillet, il dispute son premier Tour de France. Il s'y montre régulier, se classant sept fois parmi les dix premiers d'étapes, ce qui lui permet de terminer troisième du classement par points. Initialement présélectionné pour la course en ligne des championnats du monde 2014, il ne figure pas dans la sélection finale. Une chute lors du Grand Prix d'Isbergues entraine pour Coquard une entorse acromio-claviculaire, ce qui l'amène à clore sa saison.

##### 2015: champion du monde sur piste
Sélectionné pour représenter la France lors des mondiaux sur piste du 18 au 22 février 2015 sur le vélodrome de Saint-Quentin-en-Yvelines, il bat deux fois le record de France de la poursuite par équipe avec Julien Duval, Damien Gaudin et Julien Morice. Cette performance permet à la France de terminer septième de l'épreuve. Le dernier jour de la compétition il participe à l'épreuve de course à l'américaine avec Morgan Kneisky et remporte à cette occasion son premier titre de champion du monde à l'issue d'une course indécise jusqu'au bout. Le duo tricolore ne s'imposant que d'un seul point lors du dernier sprint devant la paire italienne composée d'Elia Viviani et Marco Coledan. En fin de saison il participe aux championnats de France de cyclisme sur piste du 1er au 4 octobre au Vélodrome de Bordeaux. Il gagne un titre dès le premier soir, celui de l'épreuve de poursuite par équipes, associé à Thomas Boudat, Julien Morice et Bryan Nauleau. Le lendemain il s'adjuge, avec son coéquipier Thomas Boudat, le titre de champion de France de l'américaine, son deuxième après celui de 2012. Engagé aux championnats d'Europe de cyclisme sur piste deux semaines plus tard, il échoue au pied du podium lors de l'épreuve de poursuite par équipes mais empoche le premier titre de champion d'Europe de course à l'élimination ainsi qu'une médaille de bronze lors de la course à l'américaine (avec Kneisky).
Il remporte aussi quelques victoires sur route au cours de l'année 2015. Il gagne ainsi la troisième étape de l'Étoile de Bessèges au mois de février, la première des Quatre Jours de Dunkerque en mai et deux étapes de la Route du Sud le mois suivant. Le sélectionneur de l'équipe de France de cyclisme sur route, Bernard Bourreau, envisage de sélectionner Bryan Coquard pour la course en ligne des championnats du monde de Richmond au deuxième semestre. En balance avec Arnaud Démare, Coquard prévient Bourreau le jour du Grand Prix cycliste de Québec qu'il renonce à la sélection.

##### 2016: confirmation sur la route
Bryan Coquard entame 2016 par deux victoires lors des première et deuxième étapes de l'Étoile de Bessèges. Le 16 février, au cours d'un entraînement préparatoire au Tour d'Andalousie disputé avec son matériel de contre-la-montre, un vent fort le fait chuter, ce qui lui fracture l'omoplate droite. Cette blessure le prive notamment de Paris-Nice. De retour un mois plus tard, Coquard participe aux classiques flandriennes. Sur À travers les Flandres, il remplace au pied levé son coéquipier Sylvain Chavanel et se classe deuxième du sprint d'arrivée derrière le Belge Jens Debusschere. Il gagne ensuite la Route Adélie de Vitré où il rend hommage sur la ligne d'arrivée à Romain Guyot, coureur de Vendée U mort au cours d'un entraînement quelques semaines auparavant. En avril, il remporte la deuxième étape du Circuit de la Sarthe puis finit quatrième de la Flèche brabançonne et de l'Amstel Gold Race. En mai, lors des Quatre Jours de Dunkerque, il remporte les 1re, 2e et 3e étapes et finit deuxième des deux dernières étapes, remportant ainsi sa première course à étapes. Lors de cette épreuve, l'efficacité du duo qu'il forme avec l'aide de son coéquipier Adrien Petit comme lanceur est soulignée. Le mois suivant, il remporte son premier contre-la-montre lors du prologue des Boucles de la Mayenne prenant ainsi la tête du classement général. Il garde la tête de l'épreuve jusqu'au bout en s'imposant également lors de la deuxième étape. Lors de sa course suivante, la Route du Sud, il s'impose lors de la première étape devant Arnaud Démare. Sur le Tour de France, il est troisième de la troisième étape puis deuxième de la quatrième étape, dominé par Marcel Kittel, les deux coureurs étant départagés à la photo-finish. Au début du mois d'octobre, il termine troisième du Tour de Vendée ce qui lui permet de s'adjuger le classement des jeunes de la coupe de France de cyclisme. Coquard est remplaçant pour la course en ligne des championnats du monde 2016 disputés au Qatar.

##### 2017: une dernière année compliquée sous la houlette de Bernaudeau
Pour la première fois depuis ses débuts professionnels, Bryan Coquard ne participe pas à l'Étoile de Bessèges et choisit l'Espagne et le Tour de Valence, où il gagne la dernière étape devant son compatriote Nacer Bouhanni. Le 18 février, il remporte la 4e étape du Tour d'Andalousie. En mars, il s'adjuge deux étapes et le classement par points du Circuit de la Sarthe. Coquard annonce au cours du mois de mai sa décision de changer d'équipe en fin de saison, terme de son contrat avec Direct Énergie. À la fin de ce même mois il gagne la première étape du Tour de Belgique. Jugé hors de forme et en conflit avec la direction de l'équipe, il n'est pas retenu par Jean-René Bernaudeau pour disputer le Tour de France. Afin de conserver le rythme de la compétition pendant le mois de juillet il effectue un retour sur la piste et dispute les Six Jours de Fiorenzuola d'Arda. Associé avec Kévin Reza il se classe quatrième et brille sur plusieurs courses annexes organisées en marge de l'épreuve italienne. Au cours de ce même mois il est sélectionné par Cyrille Guimard pour participer aux championnats d'Europe de cyclisme sur route. Désigné leader de l'équipe de France mais gêné par une chute lors du sprint final il ne peut terminer que quatorzième de la course en ligne de ces championnats. Au mois d'aout, il remporte le classement par points du Tour du Limousin et renoue avec les podiums à cette occasion.
Le même mois, il s'engage avec la nouvelle équipe continentale professionnelle créée par Jérôme Pineau. Il explique ce changement par des relations dégradées avec Jean-René Bernaudeau, le manager général de son équipe et la volonté de découvrir de nouveaux horizons,.

#### 2018-2021:Vital Concept-B&B Hotels

##### 2018: des débuts mitigés avec sa nouvelle formation

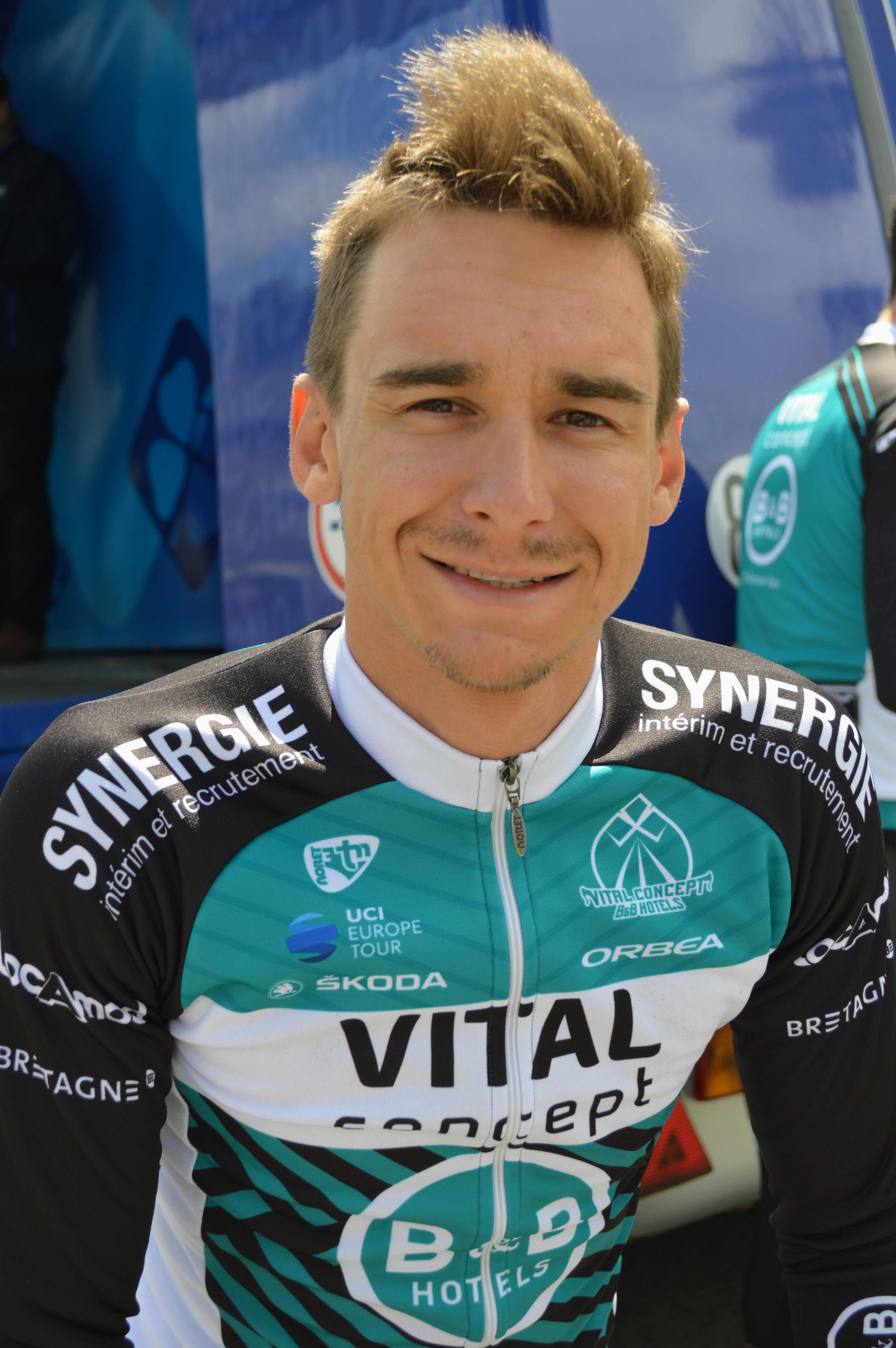
Bryan Coquard revêtu du maillot de l'équipe Vital concept

Au sein de la nouvelle structure Vital Concept, Bryan Coquard étrenne pour la première fois son nouveau maillot sur le Sharjah Tour. Dixième du contre-la-montre inaugural, il est seulement devancé, au sprint, par Jakub Mareczko le lendemain puis, de nouveau, lors de la dernière étape. Son manque de réussite se poursuit sur l'Étoile de Bessèges, 3e de la première étape après avoir lancé trop tôt son sprint, il célèbre précipitamment sa victoire le lendemain et voit Christophe Laporte le devancer sur le fil. Il débloque finalement son compteur sur la première étape du Tour d'Oman, à cette occasion, il précède Mark Cavendish et Giacomo Nizzolo.
Après une campagne de classiques printanières en deçà de ses espérances, il renoue avec le succès lors d'une étape des Quatre jours de Dunkerque. En juillet, il est sélectionné par Cyrille Guimard pour représenter la France aux championnats d'Europe de cyclisme sur route à Glasgow où il termine 50e de l'épreuve en ligne. Le 17 août, il subit une fracture de l'omoplate gauche au cours de la troisième étape du Tour du Limousin.
De retour sur la piste en fin de saison, il remporte les épreuves d'omnium et de scratch de la coupe de France Fenioux organisée à Bordeaux. Engagé avec l'équipe de France de poursuite par équipes sur les deux premières manches de la Coupe du monde de cyclisme sur piste 2018-2019, il bat le record de France de la spécialité avec Benjamin Thomas, Adrien Garel et Florian Maître à Milton au Canada.
À la fin de l'année, Bryan Coquard s'estime assez déçu par sa saison. Il ne comptabilise en effet que trois victoires sur route et un peu plus d'une dizaine de podiums en sus. Jérôme Pineau, son manager, lui garde toutefois toute sa confiance pour le futur et annonce le recrutement de plusieurs coureurs de qualité afin de permettre au sprinteur français de ne plus être le leader unique de la formation Vital Concept. Il espère ainsi diminuer la pression qui pèse sur lui.

##### 2019: champion d'Europe sur piste et victoires sur route
Le sprinteur français commence sa saison 2019 sur la piste du vélodrome de Gand où il participe à l'International Belgian Trackmeeting et remporte les deux courses inscrites à son programme (omnium et course à l'américaine avec Adrien Garel). La semaine suivante il s'adjuge la première étape de l'Étoile de Bessèges devant Sacha Modolo et Pierre Barbier et s'empare du maillot de leader de l'épreuve disputée dans le sud de la France. Il est dépossédé de ce paletot le lendemain par son compatriote Christophe Laporte et termine dix-septième du classement général de cette course à cinquante-huit secondes du vainqueur. Il participe par la suite aux championnats du monde de cyclisme sur piste où il se classe seizième de la poursuite par équipes et sixième de la course à l'américaine (avec Benjamin Thomas). De retour sur la route, il glane plusieurs succès au premier semestre et gagne notamment des étapes sur des épreuves comme le Circuit de la Sarthe, les Quatre Jours de Dunkerque ou le Tour de Belgique. Il bat aussi Nacer Bouhanni au sprint à l'arrivée du Grand Prix Marcel Kint et inscrit son nom au palmarès de cette course d'un jour disputée à Zwevegem.
À la fin du mois de juillet il gagne le Grand Prix Pino Cerami sous une chaleur caniculaire puis le classement par points du Tour de Wallonie. Il est également sélectionné pour représenter la France aux championnats d'Europe de cyclisme sur route en compagnie d'Arnaud Démare. Une semaine plus tard, Coquard s'impose lors de la deuxième étape de l’Arctic Race of Norway. Le même jour, sa prolongation de contrat jusque 2021 dans l'équipe Vital Concept est annoncée. De retour sur la piste courant octobre, il participe aux championnats d'Europe organisés à Apeldoorn aux Pays-Bas. Il devient à cette occasion champion d'Europe de course aux points et obtient une médaille d'argent lors de la course à l'élimination.

##### 2020: retour sur le Tour de France
En janvier 2020, il est victime d'une chute à l'entrainement qui lui cause une fissure de l'omoplate. Cette blessure perturbe son début de saison et il n'engrange que peu de résultats satisfaisants au premier trimestre. Alors qu'il vise le titre olympique en juillet sur la course à l'américaine, il n'est pas retenu pour cette épreuve aux mondiaux sur piste, où il ne dispute que la course aux points. La pandémie de Covid-19 et l'annulation des compétitions qui en découle ne permettent pas non plus à Bryan Coquard de disputer la moindre course ou de glaner un quelconque succès au printemps et au début de l'été.
De retour à la compétition au mois d'aout, il gagne au sprint la première étape de la Route d'Occitanie devant Elia Viviani. Il s'empare à cette occasion du maillot orange de leader du classement général de cette course mais l’abandonne deux jours plus tard au grimpeur colombien Egan Bernal. Le même mois, il se classe deuxième du championnat de France sur route derrière Arnaud Démare puis prend le départ du Tour de France pour la première fois depuis 2016. Sa régularité au sprint lui permet de terminer à sept reprises parmi les dix premiers des étapes disputées sur le plat et de finir quatrième du classement par points à Paris. Toutefois, il ne parvient pas à gagner une étape. En fin de saison, il s'adjuge la troisième place du Grand Prix de l'Escaut derrière Caleb Ewan et Niccolò Bonifazio.

##### 2021: la fin de l'aventure avec Jérôme Pineau
S'il monte sur la troisième marche du podium au Grand Prix La Marseillaise 2021, sa première course de l'année, la suite de son début de saison est plus compliquée. Il obtient plusieurs places d'honneur au premier semestre mais ne remporte aucune course. Parfois malchanceux, c'est le cas sur la semi-classique belge Kuurne-Bruxelles-Kuurne où il crève à trois kilomètres de l'arrivée alors qu'il figure dans le groupe amené à se jouer la victoire, il est aussi dépassé par la puissance de ses adversaires lors des arrivées au sprint. Engagé sur le Tour de France, il est victime d'une chute qui lui occasionne plusieurs fractures. Affaibli, il ne peut suivre le rythme de l'épreuve et arrive hors délais lors de la neuvième étape.
Au mois d'août, la presse sportive annonce qu'il quitte la formation bretonne B&B Hotels p/b KTM pour rejoindre l'équipe Cofidis.
En octobre, pour son avant-dernière course avec l'équipe B&B Hôtels, il termine deuxième du Grand Prix du Morbihan. Cette seconde place derrière le jeune belge Arne Marit agace son manager Jérôme Pineau : « Je suis énervé contre le mec qui doit conclure parce que le collectif a fait un travail parfait. Mais on a péché dans le final, dans les 50 derniers mètres. Je l’aime de tout mon cœur, mais Bryan a fait une faute. »

#### Depuis 2022: Cofidis

##### 2022: forfait sur le Tour de France
Désormais membre de l'équipe Cofidis, Bryan Coquard entame sa saison 2022 avec une victoire sur la deuxième étape de l'Etoile de Bessèges, au sommet du Plateau du Castellas, après un an et demi sans succès. « J'ai répondu sur le vélo », a-t-il réagi, faisant sans doute référence aux critiques de son ancien manager Jérôme Pineau. Le 12 février, il confirme sa bonne forme hivernale en remportant la deuxième étape du Tour de La Provence, à Manosque. Après avoir lancé son sprint de très loin, il devance Julian Alaphilippe et Filippo Ganna. Il obtient aussi plusieurs places d'honneur au printemps mais ne lève plus les bras au premier semestre.
Initialement retenu pour participer au Tour de France, Bryan Coquard est contraint de déclarer forfait à la suite d'un test positif au SARS-CoV-2 à la veille du départ. Il est remplacé par Pierre-Luc Périchon. Il est sélectionné pour la course en ligne des championnats d'Europe. Le chef de file annoncé pour l'équipe de France est Arnaud Démare qui se classe deuxième. Présent ensuite sur le Tour d'Espagne, il obtient comme meilleur résultat une deuxième place lors de la treizième étape. Officiellement « fatigué », il ne prend pas le départ de la dix-septième étape. Son retrait prématuré peut également s'expliquer par la nécessité pour Cofidis d'obtenir par son coureur des points UCI et s’assurer d'être membre du World Tour en 2023, points pouvant être obtenus sur des épreuves moins relevées que la Vuelta.
Il renoue avec la victoire en fin d'année lorsqu'il gagne au sprint la cinquantième édition du Tour de Vendée devant Arnaud Démare. Il s'adjuge aussi quelques accessits sur des courses automnales comme Paris-Bourges qu'il termine en troisième position.

##### 2023: cinquantième victoire professionnelle sur route et premier succès en World Tour

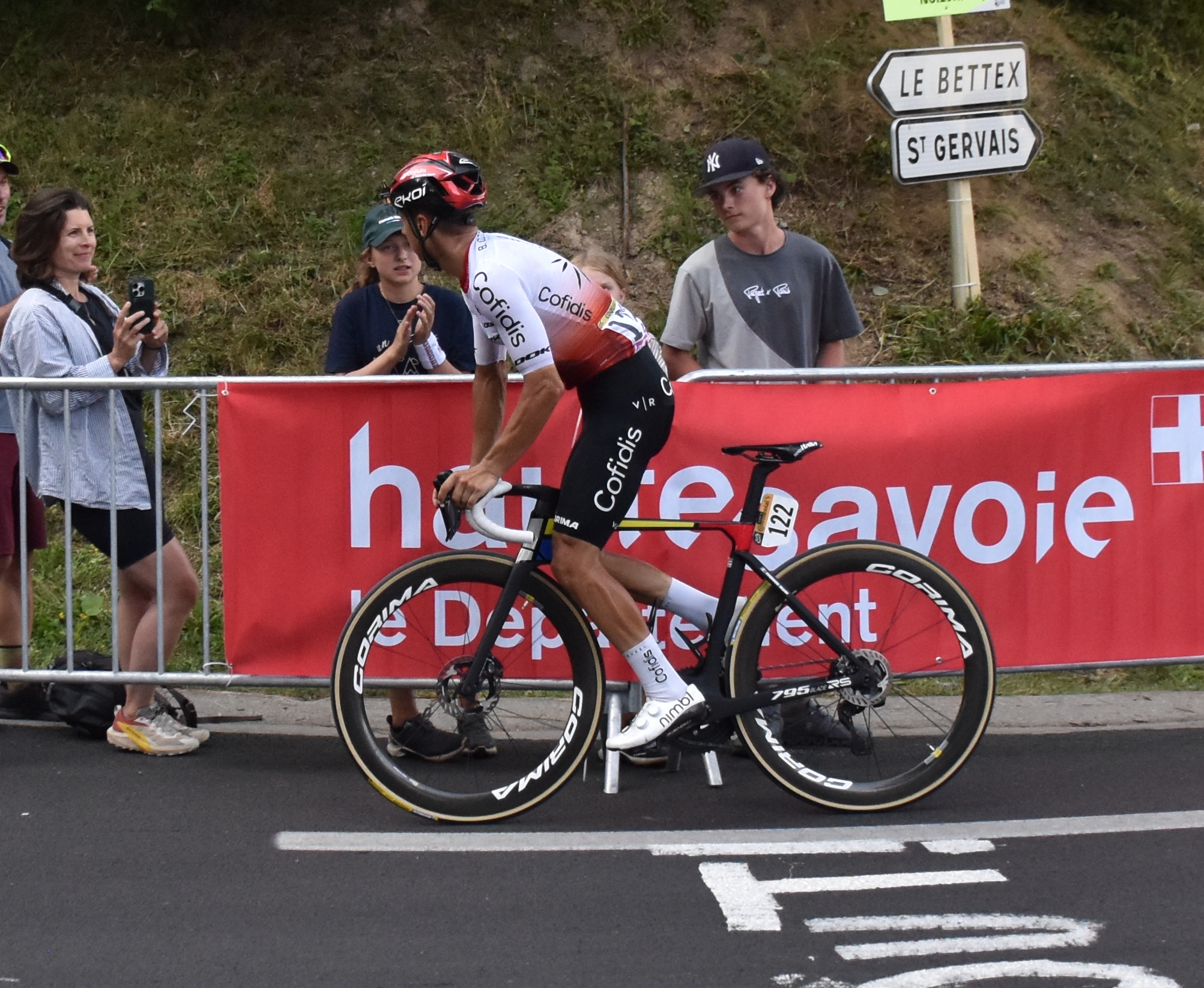
Bryan Coquard lors de la quinzième étape du Tour de France 2023.

Bryan Coquard commence sa deuxième saison sous les couleurs de l'équipe Cofidis en remportant en janvier sa première victoire World Tour, lors de la quatrième étape du Tour Down Under à Willunga. Dominé à deux reprises par Kaden Groves sur des sprints du Tour de Catalogne en mars, il remporte le 4 avril la première étape du Région Pays de la Loire Tour, ce qui constitue sa 50e victoire professionnelle sur route.
Cofidis annonce la prolongation de son contrat jusqu'en fin d'année 2025 en parallèle du Tour de France pour lequel Bryan Coquard est sélectionné. Son tempérament offensif et sa pointe de vitesse lui permettent de terminer troisième du classement par points de la 110e édition de cette course. Membre de l'équipe de France présente aux championnats du monde de cyclisme sur route quelques semaines plus tard, il s'adjuge la médaille d'argent du contre-la-montre par équipes en relais mixte avec ses équipiers d'un jour : Bruno Armirail, Rémi Cavagna, Juliette Labous, Audrey Cordon-Ragot et Cédrine Kerbaol.

##### 2024: victoire au Tour de Suisse
Au premier semestre, il se classe deuxième du Grand Prix de Valence derrière Dylan Groenewegen et obtient plusieurs places d'honneur sur les courses auxquelles il participe. Il doit cependant attendre le 10 juin pour remporter sa première victoire de la saison lors de la 2e étape du Tour de Suisse à Regensdorf devançant au sprint Michael Matthews et Arnaud De Lie.
Engagé sur le Tour de France, il termine troisième du classement par points comme l'année précédente. Il participe également au Tour d'Espagne mais doit abandonner à la fin de la première semaine. Il abandonne aussi lors du Grand Prix cycliste de Québec et du Grand Prix cycliste de Montréal.

##### 2025: champion de France de cyclisme sur piste
En janvier 2025, il participe aux championnats de France de cyclisme sur piste et s'adjuge le titre de champion de France de course à l'américaine avec Benjamin Thomas. Le même mois, il gagne la quatrième étape du Tour Down Under et se classe sixième de la Surf Coast Classic au sprint. Il obtient également plusieurs places d'honneur au premier semestre. Il termine notamment deuxième de la Roue Tourangelle derrière le Scandinave Erlend Blikra et cinquième de la première édition de la Classique Dunkerque Grand prix des Hauts-de-France. Il est également membre de la formation Cofidis qui remporte le classement par équipes des Quatre Jours de Dunkerque et du Région Pays de la Loire Tour.
Sélectionné par ses directeurs sportifs pour participer au Tour de France, il se fracture la première phalange de l'annulaire droit lors de la douzième étape en voulant attraper une musette de ravitaillement pour ses leaders.

### Autre activité
En 2025, il ouvre un magasin de cycles à Savenay avec son ancien coéquipier Julien Morice.

## Palmarès, résultats et distinctions

### Palmarès sur route

#### Palmarès amateur
| - 2009 - Champion de Loire-Atlantique juniors - 2e du Trophée Louison-Bobet - 2010 - Trophée Louison-Bobet - Médaillé d'argent du championnat d'Europe sur route juniors - 2e de la Route d'Éole - 2e de La Bernaudeau Junior - 2011 - Grand Prix de Pornichet - Circuit des Remparts à Guérande - Jard-Les Herbiers - 3e du Grand Prix de Ballots | - 2012 - Champion des Pays de la Loire sur route - 1re étape du Circuit des plages vendéennes - La Suisse Vendéenne - 5e étape du Tour de Berlin - 4e étape du Tour des Deux-Sèvres - Grand Prix Cristal Energie - Grand Prix de Plouay amateurs - 4e étape du Tour de Moselle - 2e des Boucles catalanes - 2e du Grand Prix de Luneray - 2e du Trophée Paul Fréhel - Médaillé d'argent du championnat du monde sur route espoirs |  |

#### Palmarès professionnel
| - 2013 - Vainqueur du classement des jeunes de la Coupe de France - 2e et 4e étapes de l'Étoile de Bessèges - 8e et 9e étapes du Tour de Langkawi - 2e étape du Tour de Picardie - Châteauroux Classic de l'Indre - 2e de la Val d'Ille Classic - 2e du Grand Prix de Denain - 2e du Tour de Picardie - 3e du Grand Prix de Fourmies - 2014 - 3e et 4e étapes de l'Étoile de Bessèges - Route Adélie de Vitré - Paris-Camembert - 1re étape du Tour de Picardie - 3e du Tour de Picardie - 2015 - 3e étape de l'Étoile de Bessèges - 1re étape des Quatre Jours de Dunkerque - 2e et 4e étapes de la Route du Sud - 2e des Quatre Jours de Dunkerque - 2016 - Vainqueur du classement des jeunes de la Coupe de France - 1re et 2e étapes de l'Étoile de Bessèges - Route Adélie de Vitré - 2e étape du Circuit de la Sarthe - Quatre Jours de Dunkerque : - Classement général - 1re, 2e et 3e étapes - Boucles de la Mayenne : - Classement général - Prologue et 2e étape - 1re et 2e étapes de la Route du Sud - 2e d'À travers les Flandres - 3e du Grand Prix de Fourmies - 3e du Tour de Vendée - 4e de l'Amstel Gold Race - 2017 - 5e étape du Tour de la Communauté valencienne - 4e étape du Tour d'Andalousie - 2e et 5e étapes du Circuit de la Sarthe - 1re étape du Tour de Belgique | - 2018 - 1re étape du Tour d'Oman - 4e étape des Quatre Jours de Dunkerque - 5e étape du Tour de Belgique - 2e de Paris-Bourges - 2019 - 1re étape de l'Étoile de Bessèges - 2e étape du Circuit de la Sarthe - 4e étape des Quatre Jours de Dunkerque - Grand Prix Marcel Kint - 4e étape des Boucles de la Mayenne - 5e étape du Tour de Belgique - Grand Prix Pino Cerami - 2e étape de l'Arctic Race of Norway - 2e de Cholet-Pays de la Loire - 3e des Boucles de la Mayenne - 3e du Tour de Vendée - 2020 - 1re étape de la Route d'Occitanie - 2e du championnat de France sur route - 3e du Grand Prix de l'Escaut - 2021 - 2e du Grand Prix du Morbihan - 3e du Grand Prix La Marseillaise - 2022 - 2e étape de l'Étoile de Bessèges-Tour du Gard - 2e étape du Tour de La Provence - Tour de Vendée - 2e de la Roue Tourangelle - 3e de Paris-Bourges - 2023 - 4e étape du Tour Down Under - 1re et 3e étapes du Région Pays de la Loire Tour - Médaillé d'argent du championnat du monde du contre-la-montre par équipes en relais mixte - 10e du Tour Down Under - 2024 - 2e étape du Tour de Suisse - 2e du Grand Prix de Valence - 2025 - 4e étape du Tour Down Under - 2e de la Roue Tourangelle |  |

#### Résultats sur les grands tours

##### Tour de France
8 participations
- 2014 : 104e
- 2015 : 110e
- 2016 : 113e
- 2020 : 122e
- 2021 : hors délais (9e étape)
- 2023 : 98e
- 2024 : 104e
- 2025 : non-partant (14e étape)

##### Tour d'Espagne
3 participations
- 2022 : non-partant (17e étape)
- 2023 : non-partant (5e étape)
- 2024 : abandon (8e étape)

#### Classements mondiaux
En 2005, l'UCI ProTour et les circuits continentaux sont créés, ayant chacun leur classement. L'UCI ProTour devient l'UCI World Tour et comprend 27 courses en 2011 et son classement ne concerne que les coureurs membres des 18 équipes ProTeam, dont les équipes successives de Bryan Coquard ne font pas partie sauf en 2014 et depuis 2022.
| Année                                 | 2011  | 2012 | 2013 | 2014 | 2015 | 2016 | 2017 | 2018 | 2019 | 2020 | 2021 | 2022 | 2023 | 2024 |
| ------------------------------------- | ----- | ---- | ---- | ---- | ---- | ---- | ---- | ---- | ---- | ---- | ---- | ---- | ---- | ---- |
| UCI World Tour                        |       |      |      | 134e |      | nc   | nc   | nc   |      |      |      |      |      |      |
| Classement mondial                    |       |      |      |      |      | 18e  | 425e | 222e | 71e  | 145e | 113e | 109e | 65e  | 121e |
| UCI Europe Tour                       | 1222e | 160e | 2e   |      | 8e   | 4e   | 260e | 139e | 58e  | 119e | 97e  | 92e  | 53e  | 97e  |
| UCI Asia Tour                         | nc    | nc   | 39e  |      | nc   | nc   | nc   | 105e |      |      |      |      |      |      |
|                                       |       |      |      |      |      |      |      |      |      |      |      |      |      |      |
| Légende : nc = non classéSource : UCI |       |      |      |      |      |      |      |      |      |      |      |      |      |      |

### Palmarès sur piste

#### Jeux olympiques
- Londres 2012
  -  Médaillé d'argent de l'omnium

#### Championnats du monde
- Apeldoorn 2011
  - 8e de l'omnium
- Melbourne 2012
  - 8e de l'omnium
  - 9e de l'américaine
- Saint-Quentin-en-Yvelines 2015
  -  Champion du monde de l'américaine (avec Morgan Kneisky)
  - 7e de la poursuite par équipes
- Pruszków 2019
  - 6e de l'américaine
  - 16e de la poursuite par équipe[72]

#### Championnats du monde juniors
- Moscou 2009
  -  Champion du monde de l'omnium juniors
- Montichiari 2010
  -  Champion du monde de l'omnium juniors
  -  Médaillé d'argent du scratch juniors

#### Coupe du monde
- 2011-2012
  - Classement général de l'omnium
  - 2e de l'omnium à Pékin
  - 3e de l'omnium à Cali
- 2019-2020
  - 2e de l'américaine à Minsk

#### Championnats d'Europe
| Édition / Épreuve                | Poursuite par équipes | Course aux points | Scratch | Américaine                   | Omnium | Course à l'élimination |
| Minsk 2009 (juniors)             | Bronze                |                   | Or      |                              |        |                        |
| Saint-Pétersbourg 2010 (juniors) | Bronze                |                   | Bronze  | Bronze (avec Romain Le Roux) |        |                        |
| Apeldoorn 2011                   |                       |                   |         |                              | Argent |                        |
| Anadia 2012 (espoirs)            |                       | Argent            |         |                              | Argent |                        |
| Anadia 2013 (espoirs)            | Argent                |                   | Argent  | Or (avec Thomas Boudat)      |        |                        |
| Granges 2015                     |                       |                   |         | Bronze (avec Morgan Kneisky) |        | Or                     |
| Apeldoorn 2019                   |                       | Or                |         |                              |        | Argent                 |

#### Championnats de France
- 2007
  - 3e de la course aux points cadets
- 2010
  -  Champion de France de poursuite juniors
  - 2e de l'américaine juniors
  - 2e de l'omnium
- 2011
  -  Champion de France de poursuite par équipes
  -  Champion de France du scratch
  - 2e de l'américaine
- 2012
  -  Champion de France de l'omnium
  -  Champion de France de l'américaine (avec Morgan Lamoisson)
  - 3e du scratch
- 2015
  -  Champion de France de poursuite par équipes (avec Thomas Boudat, Julien Morice et Bryan Nauleau)
  -  Champion de France de l'américaine (avec Thomas Boudat)
  - 2e de l'omnium
- 2025
  -  Champion de France de l'américaine (avec Benjamin Thomas)
  - 2e de la course aux points
  - 2e de l'omnium

#### Autres compétitions
- 2012
  - 2e des Six jours de Grenoble (avec Morgan Kneisky)
- 2018
  - 1er Coupe de France Fenioux Piste #2 - omnium
  - 1er Coupe de France Fenioux Piste #2 - scratch élite
- 2019
  - 1er International Belgian Trackmeeting - Omnium
  - 1er International Belgian Trackmeeting - Américaine (avec Adrien Garel)

## Distinctions
- Chevalier de l'ordre national du Mérite (décret du 31 décembre 2012)[73]